# Borgoforte (Anguillara Veneta)
Borgoforte è una frazione di 474 abitanti del comune di Anguillara Veneta in provincia di Padova.
La frazione è situata nella parte più a Sud della provincia di Padova, nella sponda sinistra del fiume Adige che fa da confine con la provincia di Rovigo. Altri corsi d'acqua che attraversano il territorio sono la Fossa Monselesana a Nord-Est, che fa da confine con il comune di Agna e il canale Gorzone che attraversa diagonalmente tutta la frazione.

## Galleria d'Immagini

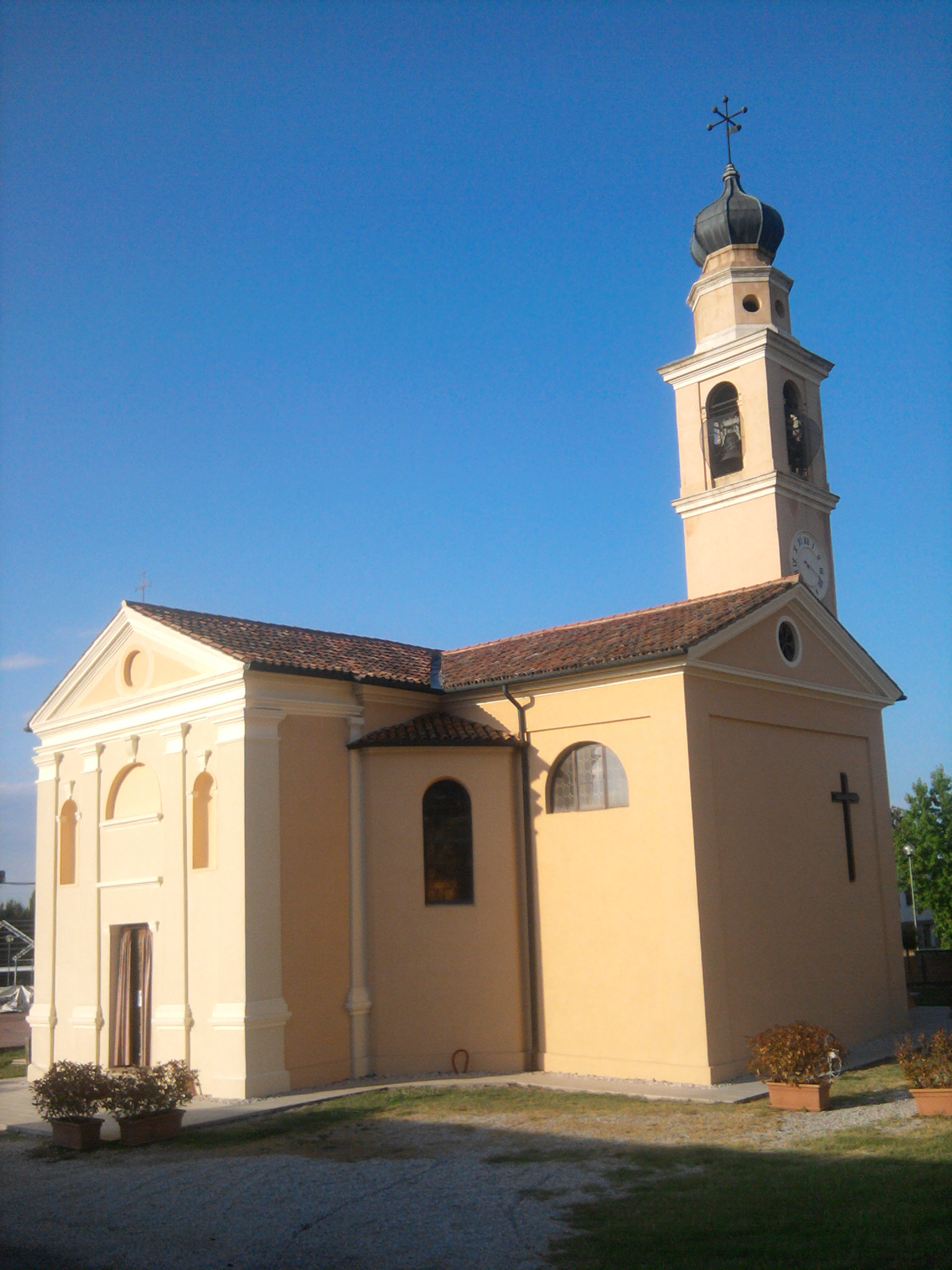
Chiesa parrocchiale di Sant'Antonio Abate
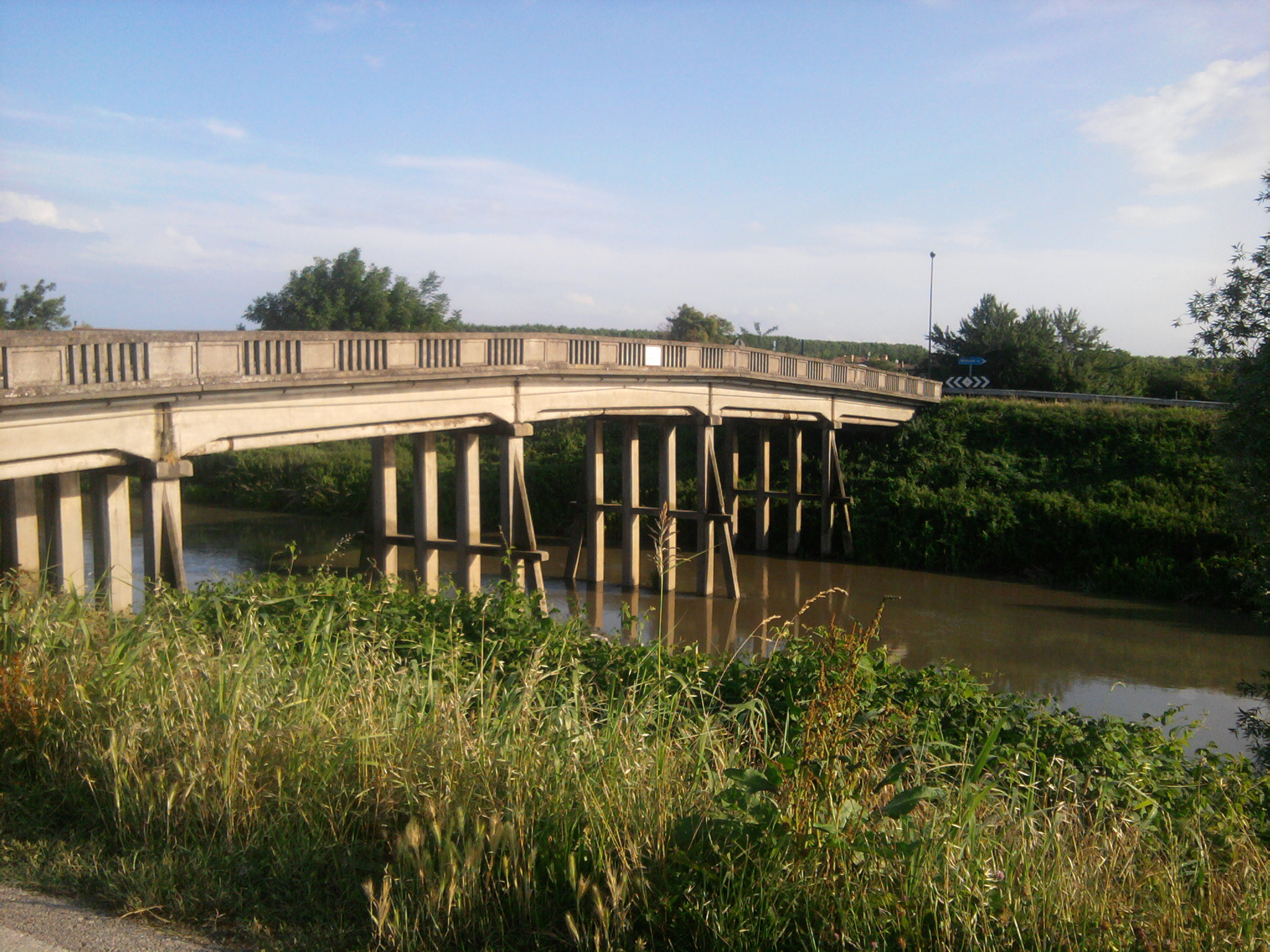
Ponte sul canale Gorzone